# Leptosiaphos meleagris
Leptosiaphos meleagris är en ödleart som beskrevs av  George Albert Boulenger 1907. Leptosiaphos meleagris ingår i släktet Leptosiaphos och familjen skinkar. IUCN kategoriserar arten globalt som sårbar. Inga underarter finns listade i Catalogue of Life.